# Czechy (gromada w powiecie szczecineckim)
Czechy – dawna gromada, czyli najmniejsza jednostka podziału terytorialnego Polskiej Rzeczypospolitej Ludowej w latach 1954–1972.
Gromady, z gromadzkimi radami narodowymi (GRN) jako organami władzy najniższego stopnia na wsi, funkcjonowały od reformy reorganizującej administrację wiejską przeprowadzonej jesienią 1954 do momentu ich zniesienia z dniem 1 stycznia 1973, tym samym wypierając organizację gminną w latach 1954–1972.
Gromadę Czechy z siedzibą GRN w Czechach utworzono – jako jedną z 8759 gromad na obszarze Polski – w powiecie szczecineckim w woj. koszalińskim na mocy uchwały nr 43/54 WRN w Koszalinie z dnia 5 października 1954. W skład jednostki weszły obszary dotychczasowych gromad Czechy, Godzisław, Stare Łozice i Krągłe ze zniesionej gminy Grzmiąca w tymże powiecie. Dla gromady ustalono 13 członków gromadzkiej rady narodowej.
1 stycznia 1958 z gromady Czechy wyłączono: a) wsie Stare Łozice i Nowe Łozice, włączając je do („nowej”) gromady Bobolice w powiecie koszalińskim w tymże województwie oraz b) wieś Krągłe, włączając ją do gromady Wierzchowo w powiecie szczecineckim, po czym gromadę Czechy zniesiono, a jej (pozostały,czyli Czechy i Godzisław) obszar włączono do gromady Grzmiąca tamże.